# 고래자리
고래자리(Cetus [siːtəs])는 남쪽하늘의 별자리로, 물과 관련 있는 물병자리, 물고기자리, 에리다누스자리와 함께 놓여 있다. 동아시아의 별자리로는 '천균', '천창'에 해당된다.

## 특징
가장 주목할 만한 천체는 미라(ο Ceti)로, 최초로 발견된 변광성이다. 331.65일의 주기를 갖는데, 가장 밝을 때에는 2.0 등급에 달하여 육안으로 쉽게 식별할 수 있는 가장 밝은 별에 속하며, 어두워지면 10.1등급까지 떨어진다. 이를 처음 발견한 것은 1596년 데이비드 파브리시우스(David Fabricius)인데, 이 발견은 하늘의 영구불변성에 의문을 제기하여 코페르니쿠스 혁명을 돕게 된다.
별자리의 밝은 별로는 멘카르(고래자리 알파, Menkar, α Ceti)와 데네브 카이토스(고래자리 베타, Deneb Kaitos, β Ceti)가 있다. 그리고, 고래자리 타우(τ Ceti)는 지구로부터 가까운 17번째 별이다.
고래 자리의 가장자리 가까이 황도가 지나, 행성들이 잠시 이 별자리에 머물 때가 있다. 행성들보다는 황도에 대한 궤도가 기울어져 있는 소행성 또한 그러하다. 4번 소행성인 베스타가 이 별자리에서 1807년에 발견되었다.

## 희미한 천체
고래자리는 우리 은하의 은하면으로부터 멀리 떨어져 있으며, 은하수의 먼지에 의해 흐릿해지지 않은, 멀리 떨어져 있는 많은 은하계들을 관측할 수 있다. 그 중 가장 밝은 것이 M77(메시에 77번; NGC 1068)로, δ Ceti 부근의 9등급의 나선은하이다. 팽창하는 우주의 증거인 적색편이가 처음으로 검출된 은하로 우리은하와 비슷한 구조와 크기를 가진다.

## 신화와 역사
- 이 별자리는 고대로부터 알려져 있었는데, 메소포타미아에서는 바다괴물 티아마트[2](Tiamat)으로 인식되었다.

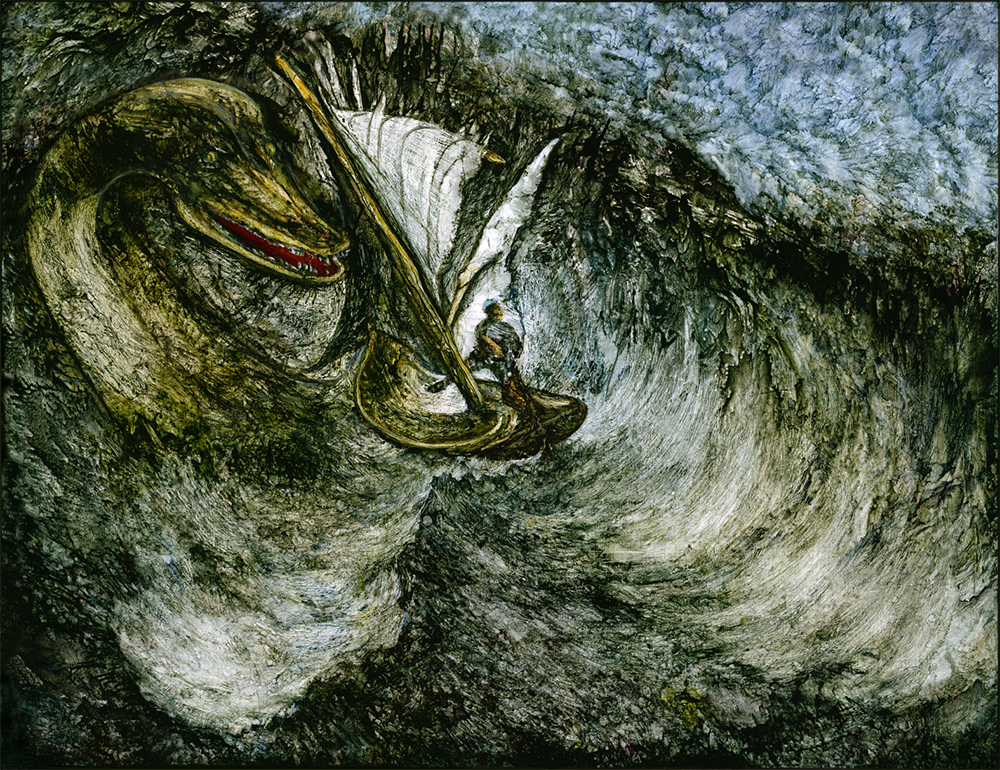
네스호의 괴물 상상도

- 고대 그리스에서는, 그 윗쪽의 별자리(안드로메다, 케페우스, 페르세우스, 카시오페이아 등)들과 함께 '카시오페이아의 자랑'과 관련된 전설의 출처가 되었다.

- 그리스의 한 오랜 전설에서는, 지하세계(황도 아랫쪽)의 관문을 나타내었다. 이렇게, 다른 황도의 별자리인 물고기자리와 함께 헤라클레스의 케르베로스 포획의 전설의 일부를 이루기도 했다.

- 아랍의 전설에 의하면, 플레이아데스(알 투라야; Al-Thurayya)의 한 손이 뻗어나와 고래자리의 일부가 되었다. 아랍인들은 또한 고래자리 안에서 두 개의 진주 목걸이를 찾아내었다. 하나는 손상 없이 잘 묶여졌고, 나머지 하나는 부숴져 진주가 흩어졌다. 아랍의 다른 시대에서는, 고대 헤브라이 나 그리스처럼, 거대한 리바이어던 같은 바다 괴물을 그려내었다.

- 고래자리는 프톨레마이오스의 48개 별자리 중 하나였으며, 현대 88개 별자리에 포함되었다.

## 같이 보기
- 요나서